# Gran Premio di Gran Bretagna 1972
Il Gran Premio di Gran Bretagna 1972 è stata la settima prova della stagione 1972 del campionato mondiale di Formula 1. La gara si è tenuta sabato 15 luglio sul circuito di Brands Hatch ed è stata vinta dal brasiliano Emerson Fittipaldi su Lotus-Ford, al quarto successo in carriera; Fittipaldi ha preceduto all'arrivo il britannico Jackie Stewart su Tyrrell-Ford e lo statunitense Peter Revson su McLaren-Ford.
È stato inoltre designato come Gran Premio d'Europa per il 1972.

## Partecipanti
La Tyrrell schiera la 003 per Stewart e la 002 per Cevert, lasciando a casa Patrick Depailler.
La BRM schiera Gethin, Wisell e Beltoise come in Francia. A questi aggiunge Jackie Oliver al posto di Howden Ganley e iscrive anche Helmut Marko, la cui carriera però è terminata dopo la perdita di un occhio nell'incidente di Clermont Ferrand. Di questi 5 non corrono Marko e Wisell. Beltoise corre con la P160C, Gethin e Ganley con le P160B.
La Ferrari iscrive tre 312B2 per Ickx, Andretti e il debuttante comasco Arturo Merzario, già pilota Ferrari nel Campionato del Mondo Sport Prototipi, al posto di Nanni Galli. Tuttavia Andretti non corre, perché ancora una volta è impegnato in America.
La March schiera due 721G per Peterson e Lauda.
La Lotus schiera tre 72D per Fittipaldi, Walker e il debuttante Tony Trimmer, che però non prende il via per problemi al motore.
La McLaren iscrive una M19C per Hulme e due M19A per Revson, libero da impegni in America e Redman, ma avendone una sola Redman non corre.
La Matra schiera una MS120C per Amon.
La Surtees schiera una vettura ufficiale per Hailwood e, oltre alla solita semi-ufficiale di De Adamich, Schenken si presenta al via con la sponsorizzazione "Flame Out" sulla sua vettura. Tutti e tre corrono sulla TS9B.
La Brabham schiera due BT37 per Hill e Reutemann e una BT34 per Wilson Fittipaldi
La Tecno iscrive una PA123/3 per Nanni Galli.
La Eifelland March schiera la E21 per Stommelen.
La Connew si iscrive per la prima volta a un gran premio con una PC1 per il francese François Migault. La vettura passa le qualifiche ma il pilota non riesce a partire per problemi alla sospensione
Si iscrivono anche diversi team privati:
La Williams schiera una March 711 privata per Pace e, per la prima volta, diventa costruttore autonomo con la Politoys FX3 schierata per Pescarolo.
La Scuderia Scribante, schiera una Lotus 72D per il sudafricano Charlton.
La squadra Clarke-Mordaunt-Guthrie per la quale corre Beuttler schiera una March 721G.
La squadra Speed International si iscrive per la prima volta, schierando una vecchia March 711 per Ray Allen. La macchina però non è pronta e la squadra è costretta a dichiarare forfait. Non si ripresenterà più al via di una gara di Formula 1.

## Qualifiche
| Pos | No | Pilota               | Costruttore          | Squadra                         | Tempo  | Gap  |
| --- | -- | -------------------- | -------------------- | ------------------------------- | ------ | ---- |
| 1   | 5  | Jacky Ickx           | Ferrari              | Scuderia Ferrari SpA SEFAC      | 1:22.2 |      |
| 2   | 8  | Emerson Fittipaldi   | Lotus-Ford           | John Player Team Lotus          | 1:22.6 | +0.4 |
| 3   | 19 | Peter Revson         | McLaren-Ford         | Yardley Team McLaren            | 1:22.7 | +0.5 |
| 4   | 1  | Jackie Stewart       | Tyrrell-Ford         | Elf Team Tyrrell                | 1:22.9 | +0.7 |
| 5   | 22 | Tim Schenken         | Surtees-Ford         | Flame Out Team Surtees          | 1:23.2 | +1.0 |
| 6   | 11 | Jean-Pierre Beltoise | BRM                  | Marlboro BRM                    | 1:23.4 | +1.2 |
| 7   | 21 | Mike Hailwood        | Surtees-Ford         | Brooke Bond Oxo Team Surtees    | 1:23.5 | +1.3 |
| 8   | 3  | Ronnie Peterson      | March-Ford           | STP March Racing Team           | 1:23.7 | +1.5 |
| 9   | 6  | Arturo Merzario      | Ferrari              | Scuderia Ferrari SpA SEFAC      | 1:23.7 | +1.5 |
| 10  | 27 | Carlos Reutemann     | Brabham-Ford         | Motor Racing Developments Ltd   | 1:23.8 | +1.6 |
| 11  | 18 | Denny Hulme          | McLaren-Ford         | Yardley Team McLaren            | 1:23.9 | +1.7 |
| 12  | 2  | François Cevert      | Tyrrell-Ford         | Elf Team Tyrrell                | 1:23.9 | +1.7 |
| 13  | 25 | Carlos Pace          | March-Ford           | Team Williams Motul             | 1:24.0 | +1.8 |
| 14  | 14 | Jackie Oliver        | BRM                  | Marlboro BRM                    | 1:24.4 | +2.2 |
| 15  | 9  | Dave Walker          | Lotus-Ford           | John Player Team Lotus          | 1:24.4 | +2.2 |
| 16  | 12 | Peter Gethin         | BRM                  | Marlboro BRM                    | 1:24.5 | +2.3 |
| 17  | 17 | Chris Amon           | Matra                | Equipe Matra Sports             | 1:24.6 | +2.4 |
| 18  | 30 | Nanni Galli          | Tecno                | Martini Racing Team             | 1:25.1 | +2.9 |
| 19  | 4  | Niki Lauda           | March-Ford           | STP March Racing Team           | 1:25.1 | +2.9 |
| 20  | 23 | Andrea De Adamich    | Surtees-Ford         | Ceramica Pagnossin Team Surtees | 1:25.2 | +3.0 |
| 21  | 26 | Graham Hill          | Brabham-Ford         | Motor Racing Developments Ltd   | 1:25.2 | +3.0 |
| 22  | 28 | Wilson Fittipaldi    | Brabham-Ford         | Motor Racing Developments Ltd   | 1:25.5 | +3.3 |
| 23  | 31 | Mike Beuttler        | March-Ford           | Clarke-Mordaunt-Guthrie Racing  | 1:25.6 | +3.4 |
| 24  | 29 | Dave Charlton        | Lotus-Ford           | Scribante Lucky Strike Racing   | 1:25.6 | +3.4 |
| 25  | 33 | Rolf Stommelen       | Eifelland March-Ford | Team Eifelland Caravans         | 1:26.3 | +4.1 |
| 26  | 24 | Henri Pescarolo      | Politoys-Ford        | Team Williams Motul             | 1:27.4 | +5.2 |
| 27  | 34 | François Migault     | Connew-Ford          | Darnval Connew Racing Team      | 1:30.3 | +8.1 |

## Gara
Arturo Merzario, sesto al traguardo, ottiene punti con la Ferrari in occasione della sua gara di esordio nel mondiale di Formula 1.
Egli rimarrà l'ultimo pilota ad aver esordito nella massima serie con la Ferrari (e dunque anche l'ultimo pilota ad aver ottenuto punti in occasione dell'esordio assoluto nel mondiale con la stessa scuderia italiana) fino al Gran Premio d'Arabia Saudita 2024, quando sarà Oliver Bearman a riuscirci. 
| Pos | No | Pilota               | Costruttore          | Giri | Tempo/Ritiro        | Pos. Griglia | Punti |
| --- | -- | -------------------- | -------------------- | ---- | ------------------- | ------------ | ----- |
| 1   | 8  | Emerson Fittipaldi   | Lotus-Ford           | 76   | 1:47:50.2           | 2            | 9     |
| 2   | 1  | Jackie Stewart       | Tyrrell-Ford         | 76   | + 4.1               | 4            | 6     |
| 3   | 19 | Peter Revson         | McLaren-Ford         | 76   | + 1:12.5            | 3            | 4     |
| 4   | 17 | Chris Amon           | Matra                | 75   | + 1 Giro            | 17           | 3     |
| 5   | 18 | Denny Hulme          | McLaren-Ford         | 75   | + 1 Giro            | 11           | 2     |
| 6   | 6  | Arturo Merzario      | Ferrari              | 75   | + 1 Giro            | 9            | 1     |
| 7   | 3  | Ronnie Peterson      | March-Ford           | 74   | Testacoda           | 8            |       |
| 8   | 27 | Carlos Reutemann     | Brabham-Ford         | 73   | + 3 Giri            | 10           |       |
| 9   | 4  | Niki Lauda           | March-Ford           | 73   | + 3 Giri            | 19           |       |
| 10  | 33 | Rolf Stommelen       | Eifelland March-Ford | 71   | + 5 Giri            | 25           |       |
| 11  | 11 | Jean-Pierre Beltoise | BRM                  | 70   | + 6 Giri            | 6            |       |
| 12  | 28 | Wilson Fittipaldi    | Brabham-Ford         | 69   | Sospensione         | 22           |       |
| 13  | 31 | Mike Beuttler        | March-Ford           | 69   | + 7 Giri            | 23           |       |
| Rit | 22 | Tim Schenken         | Surtees-Ford         | 64   | Sospensione         | 5            |       |
| Rit | 2  | François Cevert      | Tyrrell-Ford         | 60   | Testacoda           | 12           |       |
| Rit | 9  | Dave Walker          | Lotus-Ford           | 59   | Sospensione         | 15           |       |
| Rit | 5  | Jacky Ickx           | Ferrari              | 49   | Pressione dell'olio | 1            |       |
| Rit | 26 | Graham Hill          | Brabham-Ford         | 47   | Testacoda           | 21           |       |
| Rit | 25 | Carlos Pace          | March-Ford           | 39   | Differenziale       | 13           |       |
| Rit | 14 | Jackie Oliver        | BRM                  | 36   | Sospensione         | 14           |       |
| Rit | 21 | Mike Hailwood        | Surtees-Ford         | 31   | Cambio              | 7            |       |
| Rit | 29 | Dave Charlton        | Lotus-Ford           | 21   | Cambio              | 24           |       |
| Rit | 30 | Nanni Galli          | Tecno                | 9    | Testacoda           | 18           |       |
| Rit | 24 | Henri Pescarolo      | Politoys-Ford        | 7    | Incidente           | 26           |       |
| Rit | 12 | Peter Gethin         | BRM                  | 5    | Motore              | 16           |       |
| Rit | 23 | Andrea De Adamich    | Surtees-Ford         | 3    | Incidente           | 20           |       |
| DNS | 34 | François Migault     | Connew-Ford          | 0    | Non partito         | 27           |       |

## Statistiche
Piloti
- 10° podio per Emerson Fittipaldi
- 1º Gran Premio per François Migault e Arturo Merzario

Costruttori
- 45° vittoria per la Lotus
- 1º Gran Premio per la Connew
- 1° e unico Gran Premio per la Politoys

Motori
- 47ª vittoria per il motore Ford Cosworth

Giri al comando
- Jacky Ickx (1-48)
- Emerson Fittipaldi (49-76)

## Classifiche

### Piloti
| Pos. | Pilota               | Punti |
| ---- | -------------------- | ----- |
| 1    | Emerson Fittipaldi   | 43    |
| 2    | Jackie Stewart       | 27    |
| 3    | Denny Hulme          | 21    |
| 4    | Jacky Ickx           | 16    |
| 5    | Peter Revson         | 10    |
| 6    | Jean-Pierre Beltoise | 9     |
| 7    | François Cevert      | 9     |
| 8    | Chris Amon           | 9     |
| 9    | Clay Regazzoni       | 7     |
| 10   | Ronnie Peterson      | 5     |
| 11   | Mike Hailwood        | 4     |
| 12   | Andrea De Adamich    | 3     |
| 13   | Mario Andretti       | 3     |
| 14   | Carlos Pace          | 3     |
| 15   | Brian Redman         | 2     |
| 16   | Tim Schenken         | 2     |
| 17   | Graham Hill          | 1     |
| 18   | Arturo Merzario      | 1     |

### Costruttori
| Pos. | Team         | Punti |
| ---- | ------------ | ----- |
| 1    | Lotus-Ford   | 43    |
| 2    | Tyrrell-Ford | 33    |
| 3    | McLaren-Ford | 27    |
| 4    | Ferrari      | 20    |
| 5    | BRM          | 9     |
| 6    | Surtees-Ford | 9     |
| 7    | Matra        | 9     |
| 8    | March-Ford   | 8     |
| 9    | Brabham-Ford | 1     |